# Önnestads backar
Önnestads backar är en bebyggelse i södra delen av tätorten Önnestad belägen i Önnestads socken, Kristianstads kommun närmast riksväg 21.

## Tätorten
1960 avgränsade SCB en tätort i området med 333 invånare inom Araslövs landskommun 1975 hade folkmängden minskat och tätorten upplöstes. Sedan dess har Önnestads tätort vuxit söderut och omsluter åtminstone sedan 1990 även området Önnestads backar.